# Taeniidae
Die Taeniidae sind eine Familie der Echten Bandwürmer mit parasitischer Lebensweise. Die meisten Vertreter haben eine medizinische Bedeutung, weil entweder ihre Finnenstadien beim Menschen tödliche Erkrankungen auslösen können (Echinococcus ssp.) oder die adulten Bandwürmer im Darm des Menschen parasitieren.
Alle Vertreter haben einen Scolex mit vier deutlichen Saugnäpfen und ein Rostellum. Jedes Bandwurmglied besitzt eine Geschlechtsanlage mit Uterus, Hoden und Genitalöffnung. Die reifen Bandwurmglieder sind länger als breit, haben eine dicke, gestreifte Hülle und beinhalten etwa 200 Eier. Pro Tag werden etwa vier bis fünf solcher Glieder ausgeschieden.
Anhand der Morphologie der Bandwurmglieder – Lage der Geschlechtsöffnungen, Verzweigungsmuster des Uterus – lassen sich die einzelnen Arten sicher differenzieren. Bei bereits im Darm freigesetzten Eiern ist bei einer koproskopischen Untersuchung keine Unterscheidung der einzelnen Arten möglich. Diese kann nur anhand genetischer Untersuchungen in Speziallabors erfolgen.

## Systematik
Gattungen und wichtige Vertreter sind:
- Taenia
  - Rinderbandwurm (Taenia saginata)
  - Schweinebandwurm (Taenia solium)
  - Taenia pisiformis
  - Taenia hydatigena
- Echinococcus
  - Dreigliedriger Hundebandwurm (Echinococcus granulosus)
  - Fuchsbandwurm (Echinococcus multilocularis)
- Hydatigera
  - Dickhalsiger Bandwurm (Hydatigera taeniaeformis, Syn. Taenia taeniaeformis)